# Спенсер Персіваль
Спенсер Персіваль (англ. Spencer Perceval, 1 листопада 1762 — 11 травня 1812) — британський державний діяч, 21-й прем'єр-міністр Великої Британії (1809—1812), єдиний глава британського уряду, що став жертвою замаху.

## Життєпис
Другий син графа (ірландського) Егмонта, навчався у Кембриджі, звернув на себе увагу Пітта брошурою з приводу процесу Воррена Гастінгса, за його підтримки був обраний 1796 року до палати громад, де зарекомендував себе талановитим оратором і вправним полемістом, винахідливим у суперечці. Він підтримував політику Пітта. В міністерстві Аддінгтона був генеральним солісітором, потім генерал-атторнеєм.
Після смерті Пітта перейшов до опозиції, поки не пало ліберальне міністерство Гренвіля. У новому кабінеті Портленда (1807) він отримав посаду канцлера скарбниці, а у 1809 році очолив уряд. Він був представником старого торізму, протиставляв права корони правам парламенту, опирався емансипації католиків, відстоював протекціонізм.
Спенсера Персіваля убив Джон Беллінгем з особистої помсти у будівлі парламенту.
З приводу смерті Персіваля у парламенті існує необґрунтована легенда про те, що він порушив нібито існуючу заборону на смерть у Вестмінстерському палаці.